# ماریو دی آرائوجو کابرال
ماریو ویل‌اوزو دی آرائوجو کابرال (انگلیسی: Mário Veloso de Araújo Cabral, تلفظ پرتغالی:[ˈmaɾiu vɨˈlozu dɨ ɐɾɐˈuʒu kaˈβɾaɫ]؛ زادهٔ ۱۵ ژانویهٔ ۱۹۳۴ در سدوفیتا) رانندهٔ سابق مسابقات اتومبیل‌رانی اهل پرتغال است که بیشتر با نام مستعار "نیشاً کابرال ([ˈniʃɐ kaˈβɾaɫ]) شناخته می‌شود. او از ۲۳ اوت ۱۹۵۹ در پنج گراند پری از مسابقات جهانی فرمول یک شرکت کرد، اما موفق به کسب هیچ امتیازی نشد.

## نتایج کامل در فرمول یک
(کلید)
| سال  | شرکت‌کننده                   | شاسی             | موتور         | ۱        | ۲      | ۳     | ۴      | ۵        | ۶        | ۷            | ۸          | ۹       | ۱۰            | ق.ر. | امتیاز |
| ---- | --------------------------- | ---------------- | ------------- | -------- | ------ | ----- | ------ | -------- | -------- | ------------ | ---------- | ------- | ------------- | ---- | ------ |
| ۱۹۵۹ | اسکودریا سنترو ساد          | کوپر تی۵۱        | مازراتی ۴-خطی | موناکو   | ۵۰۰    | هلند  | فرانسه | بریتانیا | آلمان    | پرتغال ۱۰    | ایتالیا    | آمریکا  |               | ر.ن. | ۰      |
| ۱۹۶۰ | اسکودریا سنترو ساد          | کوپر تی۵۱        | مازراتی ۴-خطی | آرژانتین | موناکو | ۵۰۰   | هلند   | بلژیک    | فرانسه   | بریتانیا     | پرتغال ب.  | ایتالیا | آمریکا        | ر.ن. | ۰      |
| ۱۹۶۳ | اسکودریا سنترو ساد          | کوپر تی۶۰        | کلیمکس وی۸    | موناکو   | بلژیک  | هلند  | فرانسه | بریتانیا | آلمان ب. | ایتالیا ع.ص. | آمریکا     | مکزیک   | آفریقای جنوبی | ر.ن. | ۰      |
| ۱۹۶۴ | تیم مسابقه درینگتون فرانسیس | درینگتون فرانسیس | ای‌تی‌اس وی۸    | موناکو   | هلند   | بلژیک | فرانسه | بریتانیا | آلمان    | اتریش        | ایتالیا ب. | آمریکا  | مکزیک         | ر.ن. | ۰      |